# José Venancio López
José Venancio López (Nueva Guatemala de la Asunción, Capitanía General de Guatemala, 13 de mayo de 1791 - ibídem, Guatemala, 26 de septiembre de 1863) fue un prominente jurisconsulto y político guatemalteco, Primer Presidente del Supremo Tribunal, presidente de la Cámara de Representantes. Presidente Interino del Estado de Guatemala desde diciembre de 1841 a febrero de 1842 y  Presidente del Estado de Guatemala desde febrero a mayo de 1842.   Tras retirarse a la vida privada, fue regente de la cátedra de leyes en la Nacional y Pontificia Universidad de San Carlos Borromeo.

## Reseña biográfica

### Primeros años
Nació en 1791 en la recién fundada ciudad de la Nueva Guatemala de la Asunción, a la que se habían trasladado sus padres, Cayetano López del Campillo y Ana Francisca Requena, junto con el resto de pobladores de la destruida capital Santiago de los Caballeros de Guatemala por disposición del entonces Capitán General Martín de Mayorga en 1776. El Palacio Colonial ya se había concluido en 1787, pero el resto de edificaciones todavía estaba en proceso, incluyendo la casa de los López y Requena, la que se estaba construyendo con préstamo del Real Tesoro de aproximadamente mil pesos.
Requena realizó estudios con la maestra Teresa Arrazola, profesora particular dedicada a la enseñanza de las primeras letras, y luego fue enviado a una de las escuelas primarias fundadas por el arzobispo Cayetano Francos y Monroy para aprender los rudimentos de aritmética, gramática, historia y geografía, además de los principios morales y religiosos imperantes en su época. Posteriormente estudió con el profesor Francisco José Crespo, con quien luego se trasladó a Nicaragua cuando el profesor fue llamado allá por las autoridades locales y él tenía solamente doce años de edad; allí se enroló en el Colegio Tridentino de San Ramón en la ciudad de León y quedó al cuidado del sacerdote Rafael de Ayertas.  Su padre estaba en España para ese entonces, por lo que se dedicó con ahínco a los estudios, obteniendo su bachillerato en latín, filosofía, derecho canónico y derecho civil en 1809, año en que fue llamado a la ciudad de Guatemala.
En Guatemala ingresó como pasante al bufete del abogado Manuel de Talavera, y fue uno de los miembros fundadores del Colegio de Abogados, establecido el 5 de junio de 1810; además formó parte de la Academia de Jurisprudencia de dicho Colegio. Finalmente, en junio de 1812 optó por su examen de graduación y aprobó tanto el de la Academia de Jurisprudencia como el de la Real Audiencia de Guatemala. Debido a su prestigio y carrera, en 1814 fue nombrado prosecretario del Colegio de Abogados.

### Conjuración de Belén
Se vio envuelto en la llamada Conjuración de Belén pues aunque supo de las juntas que se realizaban en dicho convento y nunca participó de las mismas, fue reducido a prisión por el entonces Capitán General José de Bustamante y Guerra. Gracias a las diligencias de su madre y familia —de quienes se dice que llegaron a ofrecer el peso de López en plata al Capitán General para que lo liberara—, López Requena fue dejado en libertad por Real Cédula del 11 de julio de 1815, cuando se demostró que solamente sabía de las reuniones. De hecho, fue dejado en libertad mucho antes que el resto de los conjurados, quienes fueron liberados hasta 1819, por Real Cédula del 28 de julio de 1817.
El 28 de marzo de 1818 arribó a Guatemala el nuevo Capitán General, Carlos de Urrutia y Montoya, proveniente del gobierno de la isla de Santo Domingo; entre quienes lo recibieron a su llegada a Guatemala estuvo López Requena, a quien el nuevo gobernante atendió con mucha cordialidad, seguramente en resarcimiento por los malos tratos recibidos durante su tiempo en prisión. En julio de 1820 fue elegido como síndico del Noble Ayuntamiento de la Ciudad de Guatemala, cargo que en un principio rechazó por considerar que las elecciones no cumplieron con las formalidades respectivas, pero que terminó aceptando a instancias del Capitán General Urrutia y Montoya; ese mismo año fue nombrado como individuo de la Junta Suprema de Censura, relativa a la ley de imprenta, en la que estuvo junto con Pedro Molina Mazariegos, José Francisco Barrundia y Cepeda, y los presbíteros Juan José González Batres y José María Álvarez.

### Tras la Independencia de Centroamérica
Durante los movimientos independentistas que se produjeron en la Capitanía General de Guatemala entre marzo y septiembre de 1821, López Requena se mantuvo alejado de cualquier reunión o componenda, dedicándose a sus labores cotidianas. Y luego, tras abrazar la causa liberal, adversó públicamente la anexión a México y se mantuvo en sus negocios particulares, alejado de la vida pública por todo el tiempo que pudo, hasta que fue llamado en 1825 ya era vocal de la Supremo Tribunal, y posteriormente llegó a ser el regente de la misma;  también fue diputado ante la Cámara de Representantes, en donde a pesar de sus dotes intelectuales no se distinguió como orador.   A pesar de ello, trabajó en importantes leyes, como la ley de organización de Tribunales en 1839 y la del presupuesto de la Nacional y Pontificia Universidad de San Carlos Borromeo en 1841; y a finales de ese mismo año fungió como presidente de la Cámara de Representantes.

### Presidencia del Estado de Guatemala
El 21 de julio de 1841, por renuncia del entonces presidente del Estado de Guatemala, Mariano Rivera Paz, López Requena fue nombrado nuevo presidente del Estado, algo que rechazó enfáticamente en estos términos:
| «Incapaz ya de servir un destino propio de la profesión a que desde la primera edad me he dedicado, ¿cómo podría desarrollar funciones enteramente nuevas para mi? Funciones que, siendo tan superiores a mis alcances, están también en oposición a mis principios, a mis hábitos y a mis inclinaciones. Mi sacrificio, en vez de serle útil al Estado, le sería sumamente perjudicial.» —José Venancio López Requena al enterarse de que había sido nombrado presidente del Estado de Guatemala |

Ante esta respuesta, y ante el rechazo del general Rafael Carrera de asumir él la presidencia, la Asamblea demandó a Rivera Paz a continuar al frente del gobierno; Rivera Paz se mantuvo hasta el 14 de diciembre de 1841, cuando renunció definitivamente, y López Requena tuvo que encargarse interinamente de la presidencia del Estado de Guatemala muy a su pesar..  La Asamblea Legislativa conoció la renuncia del presidente del Estado recién el 14 de febrero de 1842, cuando reanudó sus funciones legislativas y el 25 de febrero, aceptó la renuncia de Rivera Paz. Acto seguido y por mayoría absoluta eligió nuevo presidente del Estado al Licenciado López Requena. Permaneció en el poder solamente 5 meses, al inicio de su mandato, las arcas nacionales no tenían dinero así que hizo un empréstito de $ 4,000.00 y autorizó su adquisición a Rafael Carrera para que los salarios de los soldados fueran pagados.   Finalmente, presentó su renuncia irrevocable en mayo de 1842, y se retiró a su vida privada.

### Tras dejar el poder
Retirado a su práctica profesional, fue nombrado regente de la cátedra de leyes en la Nacional y Pontificia Universidad de San Carlos Borromeo en 1844; en ese tiempo, la Universidad exigía el título de Doctor en Leyes a sus profesores, pero debido a los altos méritos de López Requena, este requisito no le fue exigido para ejercer la docencia universitaria.  Permaneció en la academia hasta edad avanzada y por ese mismo tiempo fue muy aficionado de cabalgar por las tardes.
Entre sus estudiantes estuvo el renombrado escritor Agustín Gómez Carrillo, padre del también escritor y cronista Enrique Gómez Carrillo.

## Muerte
Después de estar durante varios días enfermo, falleció serenamente en su casa en la Ciudad de Guatemala el 28 de septiembre de 1863. Fue objeto de numerosos homenajes por parte de las autoridades civiles y militares y fue sepultado con honores en el Cementerio Central por el entonces Presidente de la República de Guatemala, capitán general Rafael Carrera y Turcios.